# 斯特罗伯里波因特 (艾奥瓦州)
斯特羅伯里波因特（英語：Strawberry Point）是一個位於美國愛荷華州克萊頓縣的城市。

## 地理
斯特羅伯里波因特的座標為42°40′45″N 91°32′13″W / 42.67917°N 91.53694°W，而該地的平均海拔高度為372米（即1220英尺）。

## 人口
根據2010年美國人口普查的數據，斯特羅伯里波因特的面積為5.46平方千米，當中陸地面積為5.46平方千米，而水域面積為0.00平方千米。當地共有人口1279人，而人口密度為每平方千米234人。